# Debut
Debut — первый международный студийный альбом исландской певицы Бьорк, выпущенный в 1993 году. Певица работала над ним в сотрудничестве с продюсером Нелли Хупером, который стал соавтором пяти песен. Большинство песен, составивших альбом, посвящены теме любви как к человеку, так и к жизни как таковой и были адресованы Доминику Траппу, на тот момент возлюбленному Бьорк, и продюсеру Хуперу. В музыкальном плане альбом разительно отличался от того, что исполнительница делала в составе группы «The Sugarcubes». На песнях сказалось сильное влияние таких стилей и жанров, как хаус, джаз и трип-хоп.
Большинство песен из «Debut» были написаны задолго до начала его записи. Бьорк успела поработать с Грэмом Масси, джазовыми продюсерами Оливером Лейком и Корки Хейл, пока в конце концов не познакомилась с Нелли Хупером, в сотрудничестве с которым дописала альбом в 1993 году. Продажи альбома превзошли все ожидания лейбла, и он попал в чарт Великобритании на третью позицию и в чарт США на шестьдесят первую. Он был сертифицирован как золотой в Канаде, платиновый в США и дважды платиновый в Великобритании. «Debut» получил положительные отзывы в британской музыкальной прессе. Были отмечены уникальные вокальные данные Бьорк и удачное решение идти в сторону расширения круга музыкальных жанров. В Америке диск получил не столь высокие оценки: некоторые критики были огорчены, что альбом ушёл далеко от жанра рока, более привычного в раннем творчестве Бьорк.
Из «Debut» были выпущены пять синглов: «Human Behaviour», «Venus as a Boy», «Play Dead», «Big Time Sensuality» и «Violently Happy». Все пять синглов попали в хит-парад лучших песен Великобритании, а три из них — «Human Behaviour», «Violently Happy» и «Big Time Sensuality» — вошли в американские чарты танцевальной музыки и современного рока.

## Предыстория и запись
Продолжая выступать в качестве вокалистки в исландской инди-рок-группе «The Sugarcubes», Бьорк представила Асмунду Йохансенну из «Bad Taste» и Дереку Биркетту, главе «One Little Indian Records», демозаписи её собственных песен, над которыми она работала в тот момент. Эти кассеты включали демоверсии песен, которые позже вошли в альбом, в том числе «The Anchor Song» и «Aeroplane». После того как «Sugarcubes» распались, Бьорк переехала в Лондон, где совместно с Биркеттом начала готовить альбом к выпуску. Многие песни певица написала задолго до переезда в Великобританию, например «Human Behaviour», которую она создала, будучи ещё подростком. Бьорк никогда не обнародовала эти песни, объясняя это так: «Я работала в панк-группах и эти песни не были панковскими». Песни для «Debut» были написаны в той или иной форме, но ещё ничего не было записано на профессиональной студии. Не имея продюсера для сотрудничества, артистка продолжала создавать песни с музыкантом группы «808 State» Грэмом Масси в доме её друга в Манчестере, где она также написала песни, которые вошли в последующие её альбомы, такие как «Army of Me» и «The Modern Things».
В то время как они с Масси создавали электронные композиции, у Бьорк возникло желание поработать с джазовым арфистом. Продюсер Пол Фокс, ранее работавший с The Sugarcubes, познакомил певицу с арфисткой Корки Хейл. Хейл в мягкой форме отказывалась от сотрудничества, пока её приёмный сын, который был фанатом Sugarcubes, не попросил её согласиться. Бьорк записала с ней несколько классических джазовых композиций, в том числе «I Remember You» и «Like Someone in Love». Фокс также представил Бьорк Оливеру Лейку, и они записали ещё одну джазовую песню «Life Is Just a Bowl of Cherries» для фильма Джона Хьюза «Кудряшка Сью». Хьюз отверг идею записи для фильма, но позже она переросла в идею создания альбома, который бы был спродюсирован Фоксом и аранжирован «Ансамблем искусств города Чикаго». Бьорк наняла Лейка для работы с несколькими сессионными саксофонистами в Лондоне. Результат работы Лейка можно услышать в таких песнях альбома, как «Aeroplane» и «The Anchor Song».
Бьорк хотела работать с различными продюсерами, но эта идея не могла долго реализоваться. Тогда артистка смирилась и направила все силы на работу с Фоксом, до того, как её парень Доминик Трапп не познакомил её с продюсером Нелли Хупером. Хупер ранее работал с Шинейд О’Коннор и группами Soul II Soul, Massive Attack, к чему Бьорк относилась со скептицизмом, отмечая: «Я думала, Нелли был слишком „приторным“ для пробы. Но потом я встретила его, узнала его и услышала его гениальные идеи…». Идеи для звукозаписи Бьорк и Хупера были очень схожи, что стало причиной для прекращения работы певицы с Масси и Фоксом. Хупер познакомил артистку со студийным технологом и программером Мариюсом де Врисом, который придал альбому современное звучание с использованием клавишных и синтезаторов. Хупер спродюсировал первые десять треков альбома, а Бьорк выступила сопродюсером песни «Like Someone in Love» и самостоятельно спродюсировала «The Anchor Song». Бьорк и Хупер провели много студийных сессий вдвоём, вплоть до релиза пластинки в начале 1993 года.

## Музыка и тексты песен
Звучание Debut заимствует много элементов из различных стилей музыки. Некоторые, наиболее электронные танцевальные песни, такие как «Human Behaviour», «Crying», «Big Time Sensuality», «There’s More to Life Than This» и «Violently Happy», имеют хаус-звучание. Эти песни аранжированы в стилистике «four-on-the-floor», что означает, что бочка ударяет в каждой четвёртой доле такта. Другие электронные песни имеют более трип-хоповое звучание. Эти, не танцевальные, треки были описаны, как создающие «более деликатную атмосферу». Такие песни, как «Venus as a Boy», не имеют ничего общего с хаус-музыкой, и в них больше мелодической составляющей с использованием вибрафона и струнных. Песни «The Anchor Song», «One Day» и «Aeroplane» основаны на том, что Бьорк сама назвала своей «академической, умной стороной». «Aeroplane» — это одна из самых сложных в музыкальном плане песен на Debut с многосложной аранжировкой Оливера Лейка.
Тексты песен в альбоме в основном затрагивают темы любви. Тематика любви варьируется от «животной страсти» до любви к жизни как таковой. «Venus as a Boy» — это песня о чувствительности тогдашнего парня Бьорк Доминика Траппа с текстом, описанным как «сладкий, но всё же немного шаловливый». «Aeroplane» написан также о Траппе в то время, когда он жил в Лондоне, а Бьорк в Исландии. На создание «There’s More to Life Than This» Бьорк вдохновило посещение вечеринки, откуда она быстро ушла. Текст «Big Time Sensuality» был описан как «простой, но страстный», затрагивающий отношения певицы и Нелли Хупера. В New York Times стихи в песне «Human Behaviour» описывались как «параллель между непристойностью человечества и зверством природы».

## Релиз
Debut был выпущен на компакт-дисках и кассетах лейблами One Little Indian (Великобритания) и Elektra Records (США и Канада) 5 июля 1993 года. В One Little Indian предполагали продать альбом тиражом около 40 тысяч экземпляров по всему миру, рассчитывая на фанатов группы The Sugarcubes. Однако в течение трёх месяцев после релиза Debut было продано более 600 тысяч экземпляров альбома по всему миру. Вскоре после релиза альбом попал в чарты США, достигнув первого места в Top Heatseekers и 61-го номера в Billboard 200. В Великобритании Debut попал в чарт 17 июля 1993 года, пробыв в нём 69 недель подряд и достигнув третьего места. Альбом был переиздан несколько раз в разных форматах. В ноябре 1993 года диск был переиздан в Великобритании с бонус-треком «Play Dead», написанным для фильма «Молодые американцы», вышедшего на экраны вскоре после издания альбома. Позже Debut был издан на грампластинках и в формате DualDisc. Японская версия альбома включала два бонус-трека: «Play Dead» и «Atlantic». DualDisc-версия включала один CD со стандартным альбомом и один DVD-диск с изменённым звучанием и видеоклипами к синглам. 5 мая 1994 года Canadian Recording Industry Association сертифицировала альбом как золотой; в Канаде было продано более 50 тысяч экземпляров. 31 августа 2001 года RIAA сертифицировала Debut как платиновый, а оптовые продажи в США составили более одного миллиона экземпляров. Продажи альбома в США к июлю 2001 года составили 820 тысяч экземпляров.

### Синглы
В 1993 году Бьорк связалась с французским режиссёром Мишелем Гондри для создания музыкального видео к песне «Human Behaviour», после того как увидела его клип к песне группы Oui Oui. «Human Behaviour» стал первым синглом из альбома и был выпущен за месяц до релиза альбома, в июне 1993 года. Ещё три сингла были выпущены из альбома в том же году. «Venus as a Boy» стал вторым синглом, релиз которого состоялся в августе. Видеоклип к песне сняла режиссёр Софи Мюллер. «Play Dead» был выпущен как внеальбомный сингл в августе 1993-го, но позже вошёл в переизданную версию пластинки в качестве бонус-трека. К песне также был снят клип режиссёром Дэнни Кенноном. Последним синглом в 1993 году стала песня «Big Time Sensuality», видео к которому снял Стефан Сэднайо. Следующий сингл, «Violently Happy», был выпущен в марте 1994 года. Видео снял Жан-Батист Мондино. Все пять синглов попали в топ-40 хит-парада Великобритании, и только три песни («Human Behaviour», «Violently Happy» и «Big Time Sensuality») попали в чарты США.

## Отзывы критиков
| Оценки критиков  | Оценки критиков |
| Источник         | Оценка          |
| ---------------- | --------------- |
| Allmusic         | [ 17 ]          |
| Robert Christgau | [ 42 ]          |
| The Daily Vault  | B+              |
| The Independent  | (положительная) |
| Musician         | (положительная) |
| New York Times   | (положительная) |
| NME              | (9/10)          |
| Q                | [ 47 ]          |
| Rolling Stone    | [ 48 ]          |
| Spin             | (9/10)          |

Реакция критиков на Debut была в основном положительной. Британская музыкальная пресса давала позитивные оценки альбому. В журнале Q ему поставили четыре балла из пяти, назвав «удивительной, игривой коллекцией [песен]», в то время как в NME писали, что Debut оказался «альбомом, который доказывает, что музыка всё ещё может быть магической и необычной». В The Independent дали Debut положительную оценку, отмечая, что Бьорк «создала множество контрастных аранжировок, музыкальное разнообразие которых никак не помешало общей картине [альбома]». Американские рецензии были в большинстве смешанными. В журнале Musician оценили вокальные способности певицы, утверждая: «то, что действительно делает пение Бьорк незабываемым, так это не странная смесь рычания, стонов и щебета, а та палитра эмоций, которая передаётся через эти звуки». The New York Times описал Debut как «очаровательный альбом». Американский критик Роберт Кристгау дал диску рейтинг «ни то, ни сё», описывая альбом как запись, «которая может произвести впечатление один, два раза… Не более того». Негативную оценку дали в журнале Rolling Stone, оценив альбом в два балла из пяти и назвав его «крайне разочаровывающим»; рецензент обвинил в этом продюсера Нелли Хупера, предположив, что он «саботировал рождение нового таланта, используя дешёвые электронные фокусы». Debut занял высокие позиции в годовых рейтингах музыкальной прессы. NME поместил его на первое место в своём списке «Топ-50 лонгплеев 1993 года». Melody Maker поместил диск на шестое место в своём списке «Альбомы 1993 года», назвав его «фантастическим дебютом». В 1994 году Q включил его в свой список пятидесяти лучших альбомов 1993 года.
Поздние рецензии на альбом также были позитивными. В гиде альтернативных записей журнала Spin он получил девять баллов из десяти. В издании писали, что выбор в качестве продюсера Нелли Хупера стал «гениальным ходом» и вокал Бьорк был «более чем убедительным». Хитер Херес из Allmusic дала альбому высший балл, отмечая, что Debut «возможно её самая красивая работа, горизонты Бьорк расширились на последующих записях, но альбом и сейчас звучит так же свежо, что ещё больше впечатляет, учитывая как быстро меняется мода в электронной музыке». В 1999 году журнал Q включил Debut в свой список «90 лучших альбомов 1990-х». В 2010-м он был помещён на 33-е место в списке «125 лучших альбомов за последние 25 лет» журнала Spin. В 2011 году Slant Magazine поместил альбом на 29-ю строчку в списке лучших альбомов 1990-х, утверждая, что «Debut оказался достаточно сильной записью, чтобы зацементировать её [Бьорк] в статусе самого инновационного артиста в поп-музыке».

### Награды и личная реакция
На премии «Грэмми» музыкальное видео Мишеля Гондри на «Human Behaviour» было номинировано в категории «Лучшее короткое музыкальное видео», но проиграло клипу режиссёра Стивена Джонсона, снятому на песню «Steam» Питера Гэбриэла. На церемонии Brit Awards 1994 года Бьорк выиграла награды в двух категориях: «Лучший новичок» и «Лучшая иностранная певица». Вскоре после церемонии против Бьорк был подан судебный иск от Саймона Фишера, музыканта, с которым она сотрудничала в 1990 году. Фишер утверждал, что он является соавтором «Human Behaviour», «Venus as a Boy», «Crying» и «Aeroplane», и требовал взыскать более 20 тыс. фунтов стерлингов в качестве возмещения ущерба. Хупер и Бьорк явились на судебное заседание вскоре после релиза альбома Post. Судья Робин Джейкоб решил, что Фишер может претендовать только на одну из песен, и освободил Хупера и Бьорк от всех обвинений, отметив, что требования Фишера были «необоснованными, не основанными на законе и злоупотребляющими правом».
Бьорк с недоумением отреагировала на положительные отзывы на альбом, утверждая, что если бы она «создала точно такой же альбом и при этом родилась где-нибудь в Ноттингеме, то я бы получила совершенно другие оценки, так сказать, возвращающие с небес на землю» и что Debut «был частично пробой сил и не так уж он хорош. Я могу писать намного лучше».

## Список композиций
Слова и музыка всех песен — Бьорк, если не указано иначе.
| №   | Название                         | Автор(ы)                       | Длительность |
| --- | -------------------------------- | ------------------------------ | ------------ |
| 1.  | «Human Behaviour»                | Бьорк, Нелли Хупер             | 4:10         |
| 2.  | «Crying»                         | Бьорк, Хупер                   | 4:52         |
| 3.  | «Venus as a Boy»                 |                                | 4:42         |
| 4.  | «There’s More to Life Than This» | Бьорк, Купер                   | 3:21         |
| 5.  | «Like Someone in Love»           | Джонни Бёрк, Джеймс Ван Хаусен | 4:33         |
| 6.  | «Big Time Sensuality»            | Бьорк, Хупер                   | 3:57         |
| 7.  | «One Day»                        |                                | 5:24         |
| 8.  | «Aeroplane»                      |                                | 3:54         |
| 9.  | «Come to Me»                     |                                | 4:55         |
| 10. | «Violently Happy»                | Бьорк, Хупер                   | 4:59         |
| 11. | «The Anchor Song»                |                                | 3:32         |

| №   | Название    | Автор(ы)                       | Длительность |
| --- | ----------- | ------------------------------ | ------------ |
| 12. | «Play Dead» | Бьорк, Дэвид Арнольд, Ян Уоббл | 3:56         |

| №   | Название    | Автор(ы)                       | Длительность |
| --- | ----------- | ------------------------------ | ------------ |
| 12. | «Atlantic»  | Бьорк                          | 2:04         |
| 13. | «Play Dead» | Бьорк, Дэвид Арнольд, Ян Уоббл | 3:58         |

## Участники записи
В записи и оформлении альбома приняли участие следующие музыканты и дизайнеры:

| - Бьорк — аранжировка духовой секции, клавишные, продюсер (дорожки 11, 12), сопродюсер (дорожка 5) - Нелли Хупер — продюсер (дорожки 1—10), ударные, перкуссия, звукоинженер - Оливер Лэйк — аранжировка духовой секции, медные - Сьюри Сэт — аранжировка струнных - Джелиса Андерсон — бэк-вокал - Льюис Джардим — бас, ударные и перкуссия - Брюс Смит — ударные, перкуссия - Эл Стоун — звукоинженер - Брайан Пагсли — звукоинженер - Дэйв Бёрнхейм — звукоинженер - Хоуи Бёрнстейн — звукоинженер - Хьюго Николсон — звукоинженер - Джим Аббисс — звукоинженер - Пол Коркетт — звукоинженер - Энди Бредфорд — ассистент инженера - Готз Ботзерхард — ассистент инженера - Джим Боб — ассистент инженера - Джон Мэллисон — ассистент инженера, гитара - Марк Уорнер — ассистент инженера | - Огги — ассистент инженера - Пит Льюис — ассистент инженера - Тим Дикенсон — ассистент инженера - Эш. Шаллен — звукоинженер (Бомбей) - Пол Вертхеймер — звукоинженер (Лос-Анджелес) - Корки Хэйл — арфа - Гэри Хаджес — клавишные, программинг - Мариус Де Вриз — клавишные, программинг - Мартин Вирго — клавишные, программинг - Пол Уоллер — клавишные, программинг - Майк Марш — мастеринг - Гэри Бёрнкл — медные - Майк Моуер — медные - Тельвин Сингх — табла, дирижёр - Джон Баптист Мондино — фотографии - Студия Me Company — оформление, обложка - Дэнни Кеннон — продюсер (дорожка 13) - Дэвид Арнольд — продюсер (дорожка 13) - Q (4) — сведение (дорожка 13) - Керри Хопвуд — программинг, звукоинженер (дорожка 13) |

## Чарты и сертификации
| Чарт (1993)                    | Высшая позиция |
| ------------------------------ | -------------- |
| Australian ARIA Albums Chart   | 10             |
| New Zealand RIANZ Albums Chart | 5              |
| UK Albums Chart                | 3              |
| США Top Heatseekers            | 1              |
| США Billboard 200              | 61             |
| Швеция Sverigetopplistan       | 2              |

| Страна         | Сертифицирующая организация | Сертификация  |
| -------------- | --------------------------- | ------------- |
| Великобритания | BPI                         | 2× платиновый |
| Канада         | CRIA                        | Золотой       |
| США            | RIAA                        | Платиновый    |
| Швеция         | IFPI                        | Золотой       |

### Синглы
| Год                                         | Песня                 | Высшая позиция   | Высшая позиция    | Высшая позиция       | Высшая позиция          | Высшая позиция    |
| Год                                         | Песня                 | UK Singles Chart | Billboard Hot 100 | Hot Dance Club Songs | Hot Dance Singles Sales | Alternative Songs |
| ------------------------------------------- | --------------------- | ---------------- | ----------------- | -------------------- | ----------------------- | ----------------- |
| 1993                                        | «Human Behaviour»     | 36               | —                 | 2                    | —                       | 2                 |
| 1993                                        | «Venus as a Boy»      | 29               | —                 | —                    | —                       | —                 |
| 1993                                        | «Play Dead»           | 12               | —                 | —                    | —                       | —                 |
| 1993                                        | «Big Time Sensuality» | 17               | 88                | 1                    | 19                      | 5                 |
| 1994                                        | «Violently Happy»     | 13               | —                 | 4                    | —                       | —                 |
| «—» — означает, что песня не попала в чарт. |                       |                  |                   |                      |                         |                   |